# Orde van de Nederlandse Leeuw

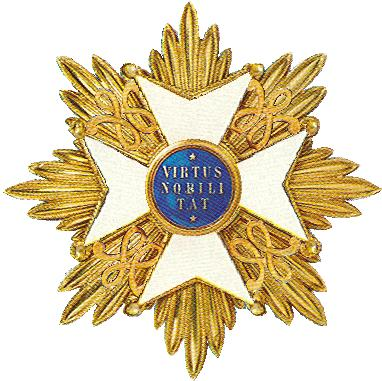
Een ster zoals die door de ridders-grootkruis wordt gedragen

De Orde van de Nederlandse Leeuw is een van de oudste en hoogste Nederlandse civiele orden. Personen met exceptionele verdiensten voor de samenleving ontvangen deze orde, die op 29 september 1815 door koning Willem I werd ingesteld.

## Instelling
De orde werd bij Wet van 29 september 1815, n° 47 ingesteld: 
strekkende ter vereerende onderscheiding van alle Nederlanders die bewijzen geven van beproefde vaderlandsliefde, bijzondere ijver en trouw in het volbrengen hunner burgerpligten of buitengewone bekwaamheid in wetenschappen en kunsten. Deze orde zal in bijzondere gevallen ook aan vreemdelingen kunnen gegeven worden.
Toen de orde werd ingesteld was het Koninkrijk der Nederlanden tweetalig. In de Franse versie van de wet heette de orde de "Ordre du Lion Belgique" oftewel "Orde van de Belgische Leeuw". Deze Franstalige aanduiding verviel later want na 1830 was het koninkrijk niet langer tweetalig. De Franse aanduiding heeft in de literatuur over faleristiek tot misvattingen geleid.
Een benoeming in deze orde gold 170 jaar lang binnen het Nederlandse decoratiestelsel als een zeer exclusieve en hoge eer. Hoogleraren, Kamerleden die 12 jaar lid van de Staten-Generaal waren, oud-ministers, ambassadeurs, burgemeesters van grote steden en enkele vooraanstaande kunstenaars en ondernemers kregen hun "Leeuw", zoals de orde werd aangeduid.
In de 19e eeuw gebruikten de koningen en de regering de Luxemburgse Orde van de Eikenkroon om benoemingen in de Orde van de Nederlandsche Leeuw exclusief te houden. Toen bij het verbreken van de personele unie tussen Nederland en Luxemburg deze mogelijkheid verviel, werd de Orde van Oranje-Nassau ingesteld als een brede, vaak toegekende, orde van verdienste.

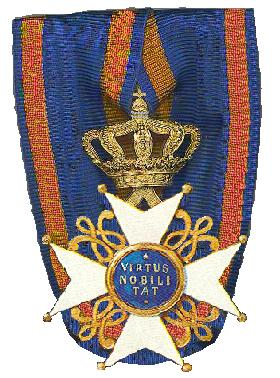
Een kruis zoals dat door de ridders wordt gedragen. Het lint is, zoals de strijdkrachten dat voorschrijven, op Pruisische wijze opgemaakt. Particuliere verzameling, Groningen.

De hervorming van het Nederlandse ordestelsel in 1994 stelde de twee ridderorden naast elkaar en verving de gegroeide verstikkende en strikt hiërarchische verhoudingen.
De onderscheiding wordt sindsdien verleend aan een bredere groep mensen. Het is niet meer van belang dat men hoog in rang of stand is maar de drager moet wel een buitengewone prestatie op het gebied van kunst, wetenschap, sport, of muziek geleverd hebben. Ook de Nederlandse nationaliteit is geen vereiste. Enkele gedecoreerden zijn bijvoorbeeld de Duitse wiskundige Carl Adam Petri, striptekenaar Albert Uderzo en gouden-medaillewinnaars op de Olympische Spelen. Het benoemen van Richard Krajicek tot ridder in de Orde van de Nederlandse Leeuw leverde kritiek op van Hans Wiegel (zelf ridder in deze orde) omdat Krajicek als belastingvluchteling in Monaco woonde. Wiegel vroeg zich af of een 'man die de Nederlandse belastingen ontloopt en een paar tenniswedstrijden wint', wel een Nederlandse Leeuw toekomt.
In 2012 kwam men terug op de eerdere hervormingen. In de pers werd op Prinsjesdag weer gesproken van "een verdienstelijk Nederlander die tot Ridder in de Orde van de Nederlandse Leeuw werd bevorderd". Het heet in het reglement van de Orde van de Nederlandse Leeuw en de Orde van Oranje-Nassau nu ook dat verdienstelijke sporters, bedoeld worden de winnaars van gouden medailles bij de Olympische Spelen tot ridder in de Orde van Oranje-Nassau zullen worden benoemd. Daarmee is het ridderschap in de Orde van de Nederlandse Leeuw vooral gereserveerd voor uitzonderlijke verdiensten in wetenschap en kunst.

## Graden in de Orde van de Nederlandse Leeuw
De Koning(in) der Nederlanden is grootmeester van de Orde. De orde bestaat uit drie graden met daarnaast vroeger ook nog de geaffilieerde klasse van broeder:

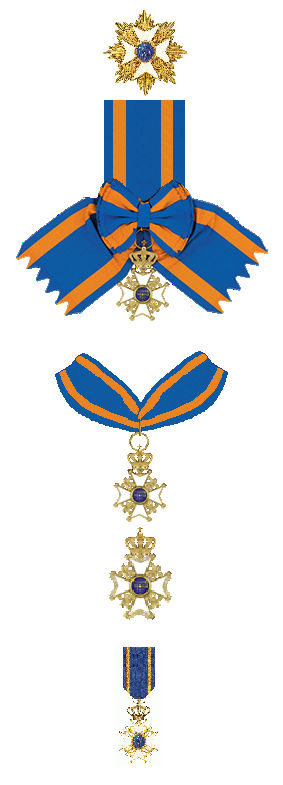
De huidige versierselen van de Orde van de Nederlandse Leeuw

### Ridder grootkruis

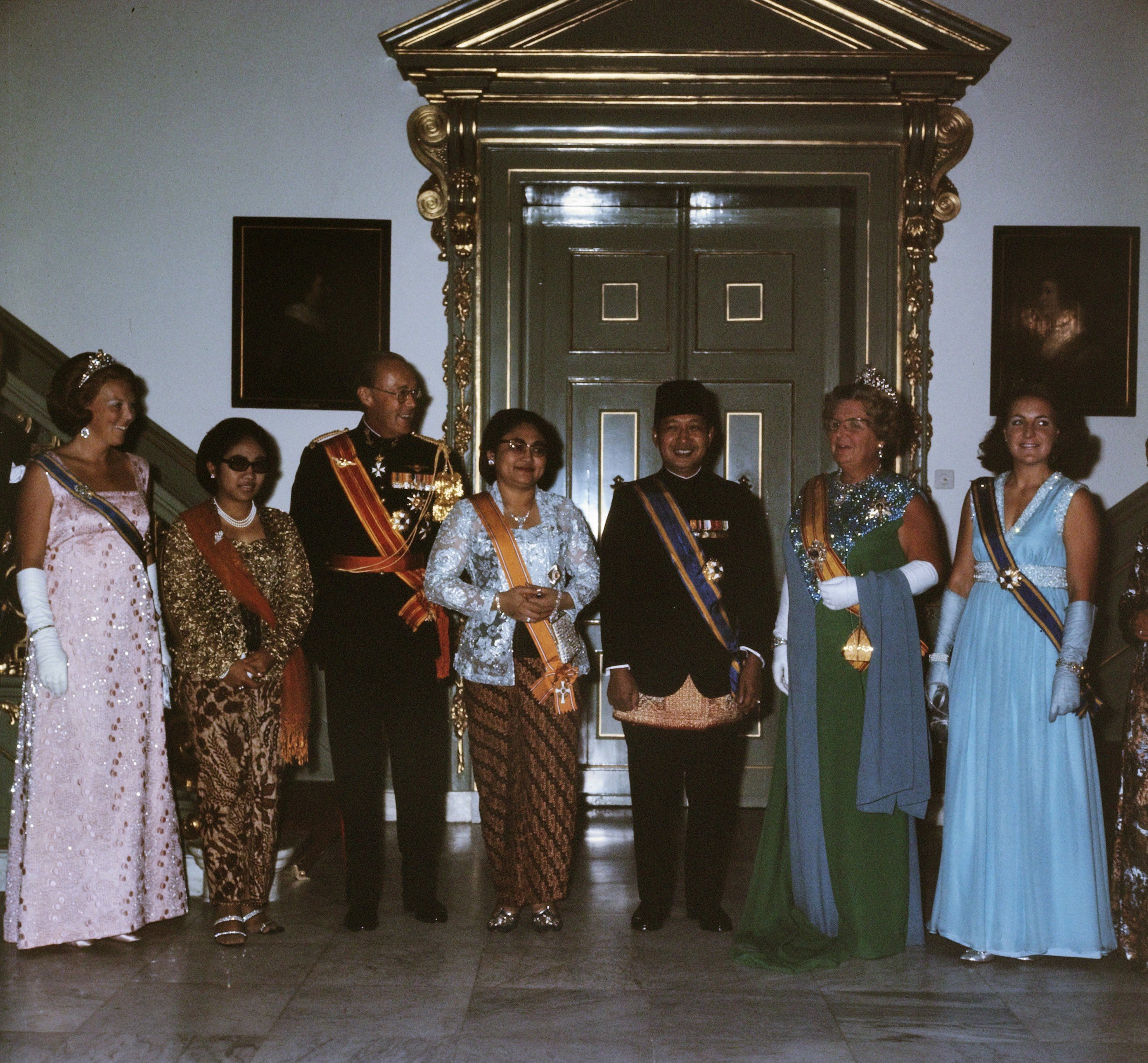
Soeharto draagt het lint van grootkruis ter gelegenheid van zijn staatsbezoek aan Nederland in 1970

De benoeming tot ridder grootkruis in de Orde van de Nederlandsche Leeuw was en is zeldzaam. Leden van de koninklijke familie, twee Nederlandse kardinalen (Johannes de Jong en Bernardus Alfrink), voormalige minister-presidenten die ook meermaals minister waren geweest zoals Ruijs de Beerenbrouck, Colijn, Drees, Lubbers en Mark Rutte, vicevoorzitters van de Raad van State, buitenlandse staatshoofden en, in het geval van monarchen, hun echtgenoten ontvingen dit grootkruis. Een minister moest een zestal malen in functie zijn geweest om grootkruis te worden. Oud-NAVO-secretaris-generaal en veelvuldig minister Luns lukte dat. Winston Churchill, Helmut Kohl en Kofi Annan werden ook grootkruis in deze orde.

### Commandeur
De benoeming tot commandeur in de Orde van de Nederlandsche Leeuw kwam iets vaker voor. In principe werd de orde alleen aan Nederlandse onderdanen verleend. Oud-premiers zoals Thorbecke en Den Uyl waren commandeur. Daarnaast was het een oude traditie dat Nederlands meest vooraanstaande kunstenaars zoals Nicolaas Beets, Jacob Maris en later ook Karel Appel, Corneille, Gerard Reve, Harry Mulisch, Jeroen Krabbé en Bernard Haitink commandeur werden. De procureurs-generaal bij de Hoge Raad der Nederlanden werden bij hun afscheid altijd commandeur. Het eerste teken dat er een nieuwe wind blies in de Nederlandse orden, was dat een vertrekkende procureur-generaal ridder in de Orde van Oranje-Nassau werd gemaakt.

### Ridder
De onderscheiding ridder in de Orde van de Nederlandsche Leeuw was, afgezien van de incidentele verlening aan kunstenaars, vooral een kwestie van rang en protocol. Hoogleraren, ambtenaren van een bepaalde rang, vlagofficieren, hoge rechters, burgemeesters van grote steden en ambassadeurs in de grote hoofdsteden konden uitrekenen wanneer zij "hun leeuw" zouden krijgen. Ministers en staatssecretarissen kregen na hun aftreden steeds een onderscheiding in deze orde. Kamerleden, voor zover van onbesproken gedrag, kregen hun Nederlandse Leeuw na 12 jaar in de Kamer. Na 20 of 24 jaar, daar was men minder streng in, volgde dan een bevordering tot de eerstvolgende onderscheiding op de lijst: commandeur in de Orde van Oranje-Nassau. Verder ontvingen Nederlandse olympisch kampioenen deze onderscheiding. Als het om een teamsport gaat ontving alleen de aanvoerder de onderscheiding. Thans is het ridderschap in de Orde van de Nederlandse Leeuw vooral gereserveerd voor uitzonderlijke verdiensten in wetenschap en kunst.

### Broeder
In de 19e eeuw werden verdienstelijke Nederlanders die niet tot de notabelen behoorden, onderscheiden als broeder in deze orde. 
De wolkammer en amateur-sterrenkundige Eise Eisinga, beroemd geworden als de vervaardiger van het planetarium in Franeker, was een broeder in deze orde, evenals de amateur-sterrenkundige Arjen Roelofs en de instrumentmaker Sieds Johannes Rienks.
De broeders werden wel verdienstelijk geacht maar kregen vanwege hun maatschappelijke positie binnen het decoratiestelsel geen ridderkruis, maar wel een medaille en een toelage. Deze graad is sinds 8 april 1960 niet meer verleend en in 1994 afgeschaft.

## Versierselen

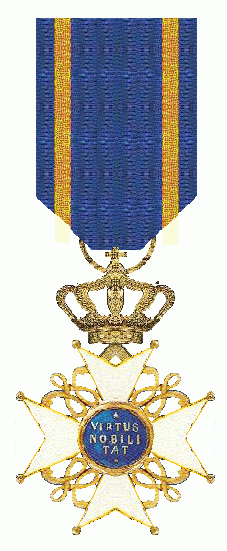
Ridderkruis van de Orde van de Nederlandse Leeuw

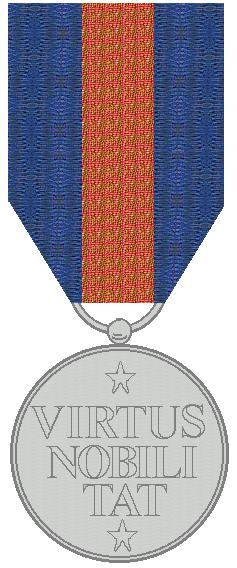
Medaille van een Broeder van de Orde van de Nederlandse Leeuw, keerzijde met de ordespreuk

De versierselen bestaan uit een wit geëmailleerd Maltezer kruis met gouden monogrammen "W" tussen de armen en een blauw goudomrand medaillon met het Latijnse opschrift virtus nobilitat (Nederlands: "deugd adelt"). Het geheel wordt verhoogd met een gouden koningskroon aan een moirézijden lint dat nassaublauw met twee gouden strepen gedragen. Sinds kort zijn de linten eerder nassaublauw en oranje gekleurd. Het moiréeffect is verdwenen. Voor elke graad is er afzonderlijk dames- en herenmodel en voor dagelijks gebruik is er een zogenaamde knoopsgatversiering voor op civiele kledij of baton voor op een militair uniform.
De tegenwoordige versierselen zijn niet bijzonder kostbaar. Het grootkruis met ster en lint kunnen na de dood van de gedecoreerde voor 2093 euro borgsom in het bezit van de familie blijven. De versierselen van een Commandeur in de Orde van de Nederlandse Leeuw komen op 1654 euro en het ridderkruis op 240 euro.

### Ridder 1e graad, genoemd ridder grootkruis
De grootkruisen dragen een grootkruis van de orde aan een lint over de rechterschouder op hun linkerheup en de ster van de Orde. Deze ster is nu van goud, maar in het verleden waren de sterren ook wel van zilver. Koningin Juliana, wier ster in mei 1940 zoekraakte, droeg vaak een dergelijke antieke zilveren ster.
Het versiersel waarvan het kruis een diameter heeft van 60 millimeter wordt aan een lint in de vorm van een sjerp gedragen. Men draagt dit grootlint van de rechterschouder naar de linkerheup. Het lint voor heren is 101 millimeter breed ( de traditionele "vijf vingers) en voor dames 68 millimeter breed. Het grootkruis was vroeger van massief goud. Later werden verguld zilveren grootkruisen uitgereikt.
De licht bolvormige achtpuntige ster bestaat uit achtenveertig om en om geschubde en aan de uiteinden geknopte stralen met een diameter van 85 millimeter. Op deze ster is een kruis zonder kroon met een diameter van 73 millimeter gelegd. De ster was tot het midden van de 19e eeuw geborduurd met zilverdraad, gouddraad, blauwe zijde en pailletten. Omdat degelijke sterren uit de mode geraakten werden zij door metalen (verguld zilveren) sterren vervangen. Sinds het begin van de 20e eeuw worden de stralen die vroeger van zilver waren verguld. Het reglement schrijft voor dat de ster direct boven het middel wordt gedragen op de linkerzijde van de kleding. De ster en het grootkruis mogen volgens het reglement uitsluitend tezamen worden gedragen.
In de praktijk houden ook de Nederlandse koning en zijn familie zich niet aan deze voorschriften. Soms draagt men alleen de ster, soms draagt men uit beleefdheid de ster en het lint van de ridderorde van een gast of gastheer en dan wordt het grootlint van de Nederlandse orde weggelaten. Koningin Juliana heeft het grootlint weleens over de linkerschouder gedragen.

### Ridder 2e graad, genoemd commandeur
De commandeurs dragen een kruis van de orde aan een lint om de hals en een kruis met wat bredere gouden biezen op de armen van het kruis zonder lint op de linkerborst. Het verguld zilveren versiersel waarvan het kruis een diameter heeft van 60 millimeter wordt door heren aan een 55 millimeter breed lint om de hals gehangen. Voor dames wordt een 37 millimeter breed lint opgemaakt in de vorm van een strik op borsthoogte op de linkerzijde van de kleding wordt gedragen.
Het reglement spreekt van een "ster, bestaande uit het versiersel". Dit kruis heeft brede gouden randen en de kroon is onbewegelijk met het kruis verbonden. Het versiersel heeft een diameter van 79 millimeter en wordt direct boven het middel gedragen op de linkerzijde van de kleding. De ster en het onder bedoelde onderscheidingsteken worden, zo schrijft het reglement voor, uitsluitend tezamen gedragen. Deze laatste bepaling is niet te rijmen met het protocol dat voorschrijft dat men bij een (tropen)smoking wél een kruis aan een lint om de hals draagt maar de daarbij behorende plaque of ster weglaat.
Het op de borst gedragen commandeurskruis werd tot in het midden van de 19e eeuw eveneens geborduurd. Later werden gouden en verguld zilveren kruisen uitgereikt. Deze kruisen zijn massiever dan de om de hals gedragen commandeurskruisen. Er zijn verschillende modellen bekend maar bij de meeste op de borst gedragen kruisen is de kroon stevig met het kruis verbonden en zijn de armen voorzien van een brede gouden rand. Het commandeurskruis was vroeger van massief goud; later werden verguld zilveren kruisen uitgereikt.

### Ridder 3e graad, genoemd ridder
De ridders dragen een kruis van de orde aan een lint van drie vingers breed op hun linkerborst of, bij dames die niet in uniform zijn, aan een strik.
Het verguld zilveren versiersel waarvan het kruis een diameter heeft van 46 millimeter wordt op de linkerzijde op borsthoogte aan een lint gedragen. Het lint voor heren is 37 millimeter breed. Het lint voor dames is 27 millimeter breed en wordt meestal opgemaakt in de vorm van een strik. Het ridderkruis was vroeger van massief goud. Later werden verguld zilveren kruisen uitgereikt.
De graden van ridder of commandeur in de Orde van de Nederlandse Leeuw worden hoogst zelden aan vreemdelingen toegekend. De Britse historicus en kenner van de Nederlandse geschiedenis Jonathan Israel is, en dat is uitzonderlijk voor een niet-Nederlander, ridder in de Orde van de Nederlandse Leeuw. Ook Paul Geerts, voormalig tekenaar van Suske en Wiske, viel deze eer ten deel.

### Broeder
De broeders droegen een zilveren medaille met de tekst "Virtus Nobilitat" aan een blauw-goud-blauw gekleurd lint van drie vingers breed op hun linkerborst. De medaille van de broeder was van massief zilver. Heden ten dage is deze geaffilieerde klasse niet meer toegekend.

## Draagorde van de Nederlandse ridderorden
Sinds 1995 staan de orden naast elkaar en dient iedere orde een bepaald doel. Deze historisch gegroeide rangorde zal dan ook in onbruik raken. Wel is er een draagorde en hieruit zou een zekere rangorde kunnen worden afgeleid.
- De Militaire Willems-Orde
- Ridder Grootkruis in de Orde van de Nederlandse Leeuw
- Grootkruis in de Orde van Oranje-Nassau
- Commandeur in de Orde van de Nederlandse Leeuw
- Grootofficier in de Orde van Oranje-Nassau
- Commandeur in de Orde van Oranje-Nassau
- Ridder in de Orde van de Nederlandse Leeuw
- Officier in de Orde van Oranje-Nassau
- Ridder in de Orde van Oranje-Nassau
- Gouden eremedaille in de Orde van Oranje-Nassau (*)
- Zilveren eremedaille in de Orde van Oranje-Nassau (*)
- Bronzen eremedaille in de Orde van Oranje-Nassau (*)

De drie eremedailles (*) zijn vervangen door de graad van
- Lid in de Orde van Oranje-Nassau

## Lijsten van gedecoreerden
- Lijst van ridders Grootkruis in de Orde van de Nederlandse Leeuw
- Lijst van commandeurs in de Orde van de Nederlandse Leeuw
- Lijst van ridders in de Orde van de Nederlandse Leeuw